# Маленький герой (фильм)
«Маленький герой» (англ. A Little Hero) — американский короткометражный комедийный фильм Мак Сеннета.

## Сюжет
У Мэйбл есть канарейка, крошечная собака и кошка. Когда она уходит, кошка идет следом за канарейкой. И вдруг пёс услышал грохот и побежал к трём большим колли, чтобы рассказывая о проблемах..

## В ролях
| Актёр          | Роль |
| -------------- | ---- |
| Мэйбл Норманд  |      |
| Teddy the Dog  |      |
| Pepper the Cat |      |